# ده‌خداداد
ده‌خداداد، روستایی از توابع بخش کلیائی شهرستان سنقر که در استان کرمانشاه ایران واقع شده است.این روستا با زیبایی‌های طبیعی و فرهنگ غنی خود، جواهری پنهان در دل ایران است.
ده خداداد: نگینی پنهان در دل کرمانشاه
ده خداداد، نام روستایی زیبا و باصفا، در دل استان کرمانشاه و در بخش کلیائی شهرستان سنقر جای گرفته است. این روستا، با طبیعت بکر و مردمانی خونگرم، می‌تواند مقصدی جذاب برای گردشگرانی باشد که به دنبال تجربه‌ای متفاوت و دور از هیاهوی شهر هستند.
موقعیت جغرافیایی ده خداداد:
ده‌خداداد در منطقه‌ای کوهستانی واقع شده و احاطه شده با تپه‌ها و دشت‌های سرسبز، منظره‌ای چشم‌نواز را به وجود آورده است. قرارگیری در بخش کلیائی شهرستان سنقر، این روستا را در موقعیتی استراتژیک قرار داده و به آن امکان دسترسی به جاذبه‌های طبیعی و تاریخی این منطقه را می‌دهد.
با توجه به موقعیت کوهستانی، آب و هوای ده خداداد در تابستان معتدل و خنک و در زمستان سرد و برفی است. این شرایط آب و هوایی، باعث شکل‌گیری پوشش گیاهی متنوع و غنی در اطراف روستا شده است.
به طور خلاصه، ده خداداد با موقعیت جغرافیایی منحصر به فرد خود، ترکیبی دلنشین از طبیعت بکر و فرهنگ غنی را به بازدیدکنندگان ارائه می‌دهد. این روستا، با وجود اینکه ممکن است برای بسیاری ناشناخته باشد، یک گنج پنهان در دل استان کرمانشاه است که ارزش کشف و بازدید را دارد. برای کسانی که به دنبال آرامش، طبیعتی زیبا و تجربه‌ای اصیل از زندگی روستایی هستند، ده خداداد می‌تواند انتخابی بی‌نظیر باشد.

## جمعیت
این روستا در دهستان آگاهان قرار دارد و براساس سرشماری مرکز آمار ایران در سال ۱۳۸۵، جمعیت آن ۲۵۷ نفر (۵۳خانوار) بوده‌است.